# Set Fire to the Rain
"Set Fire to the Rain" é uma canção da cantora e compositora inglesa Adele, e o terceiro single do seu segundo álbum de estúdio, 21 (2011). Foi composta por Adele e Fraser T. Smith. A música foi lançada como segundo single do álbum em toda Europa, excepto no Reino Unido e demais países, onde foi lançada como terceiro single do disco em 4 de julho de 2011. No país à música atingiu o pico no número 11. A canção atingiu o pico no número um na Bélgica, Polônia e Holanda. A canção tem traçado dentro do top 10 da Áustria, Dinamarca, Finlândia, França, Alemanha, Irlanda, Itália, Nova Zelândia, Noruega e Suíça.
"Set Fire to the Rain" impactou nas rádios dos Estados Unidos em 21 de novembro de 2011 como terceiro single oficial e atingiu pico na primeira posição da Hot 100. Adele fez uma versão ao vivo, de Live at the Royal Albert Hall e recebeu um prêmio de "Melhor Performance Solo Pop" no Grammy Awards de 2013. No Brasil, foi trilha sonora da telenovela Avenida Brasil, da Rede Globo.

## Antecedentes
"Set Fire to the Rain" foi escrita por Adele e T. Fraser Smith, enquanto a produção foi feita por Smith. Em 28 de outubro, durante uma entrevista com a Billboard, a Columbia Records revelou que "Rumour Has It" seria lançada como o terceiro single do álbum. No entanto, a versão da canção foi desfeita e "Set Fire to the Rain" foi lançado como o terceiro single em 21 de novembro de 2011.

## Composição
"Set Fire to the Rain" é a quinta faixa no segundo álbum de Adele, 21. Foi escrito com o produtor Fraser T Smith, com quem ela já trabalhou em várias faixas. Está escrito na chave de D menor com um ritmo de 108 batidas por minuto, seguindo a progressão de acordes Dm-F-C-Gm-Dm-F-C-Csus4-C, e a voz de Adele se estende A3-D5. A canção descreve os elementos contraditórios de um relacionamento, e da impossibilidade de deixar ir o que é exibido nas letras "você e eu juntos, nada fica melhor/Mas há um lado de você que eu nunca soube, nunca soube/Tudo o coisas que você diria, nunca foram verdade, nunca é verdade/E os jogos que você joga, você sempre ganha ". Em contraste com a produção discreta de a maioria das canções do álbum, a canção apresenta instrumentação exuberante e um arranjo de cordas de violão sobre um ritmo mid-tempo criando uma parede de som para os vocais de luto da cantora.

## Vídeo musical
Nenhum videoclipe próprio foi filmado para "Set Fire to the Rain" (assim como outros singles de 21, "Rumour Has It" e "Turning Tables") como Adele havia passado recentemente por uma cirurgia vocal. Em vez disso, um vídeo ao vivo foi enviado para sua conta Vevo e recebeu mais de 450 milhões de visualizações em agosto de 2018.

## Performances e uso na mídia

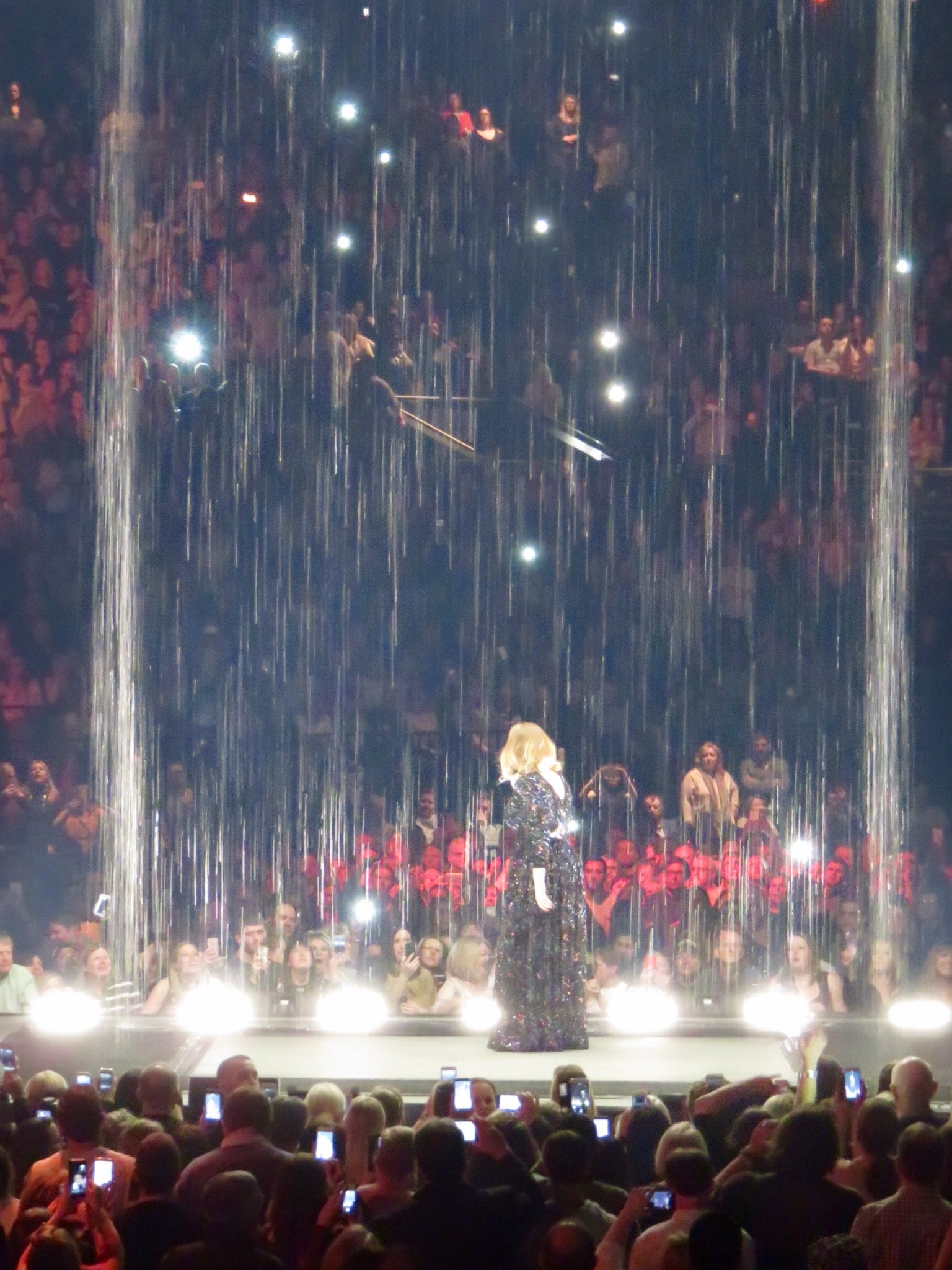
Adele apresentando Set Fire to the Rain no Genting Arena, durante a turnê Adele Live 2016, março.

Adele apresentou a música ao vivo pela primeira vez em 29 de abril no The Graham Norton Show. Ela também tocou a faixa em 3 de maio no Jools Holland junto com as seleções: "Rolling in the Deep", "Don't You Remember" e "Take It All". Adele também adicionou a música ao set-list de sua segunda turnê mundial.
FX usou "Set Fire to the Rain" para promover a temporada final de Rescue Me, além do final da série. A música também foi destaque em anúncios promocionais para a série de TV Ringer e a série Revenge, que a trouxe nos Estados Unidos sem que sua gravadora tenha a lançado nas rádios. Ela também foi usado como um "tema de inserção" na série da TV Fuji, Iki mo dekinai natsu. em 2012, a canção entrou para a novela Avenida Brasil como tema de Nina e Jorginho.

## Faixas
| Download digital |                        |         |  |
| N.º              | Título                 | Duração |  |
| 1.               | "Set Fire to the Rain" |         |  |

| Extended play (EP) digital de Remixes |                                            |         |  |
| N.º                                   | Título                                     | Duração |  |
| 1.                                    | "Set Fire to the Rain" (Thomas Gold Remix) | 5:50    |  |
| 2.                                    | "Set Fire to the Rain" (Thomas Gold Dub)   | 5:21    |  |
| 3.                                    | "Set Fire to the Rain" (Moto Blanco Remix) | 5:21    |  |
| 4.                                    | "Set Fire to the Rain" (Moto Blanco Edit)  | 3:35    |  |

## Desempenho nas Paradas
Na parada da Billboard Brasil Hot 100, a canção estreou na posição de número 48, no mês de Fevereiro, logo depois subiu 4 posições para o número 45. Mais tarde no dia 4 de Fevereiro chegou ao topo da parada, a canção passou duas semanas consecutivas na primeira posição.

## Posições e certificações

### Posições
| Tabela musical (2011)                 | Melhor posição |
| ------------------------------------- | -------------- |
| Alemanha - Media Control Charts       | 6              |
| Austrália - ARIA Charts               | 11             |
| Brasil - Brasil Hot 100 Airplay       | 1              |
| Bélgica - Ultratop 50 Walónia         | 1              |
| Canadá - Canadian Hot 100             | 6              |
| Dinamarca - Tracklisten               | 5              |
| Escócia - The Official Charts Company | 10             |
| Eslováquia - IFPI                     | 1              |
| Estados Unidos - Billboard Hot 100    | 1              |
| Estados Unidos - Hot Dance Club Songs | 18             |
| França - SNEP                         | 9              |
| Países Baixos - Top 40                | 1              |
| Hungria - Rádiós Top 40               | 11             |
| Irlanda - IRMA                        | 6              |
| Itália - FIMI                         | 3              |
| Noruega - VG-lista                    | 4              |
| Nova Zelândia - RIANZ                 | 8              |
| Países Baixos - Dutch Top 40          | 1              |
| Polónia - ZPAV                        | 1              |
| Reino Unido - UK Singles Chart        | 11             |
| Chéquia - IFPI                        | 1              |
| Suécia - Sverigetopplistan            | 13             |
| Suíça - Schweizer Hitparade           | 4              |
| Áustria - Ö3 Austria Top 40           | 5              |

| País / Certificadora  | Certificação |
| --------------------- | ------------ |
| Austrália / ARIA      | Platina      |
| Bélgica / BEA         | Platina      |
| Canadá / Music Canada | Platina      |
| Brasil / ABPD         | Platina      |
| Dinamarca / IFPI      | Platina      |
| Alemanha / BVMI       | Ouro         |
| Itália / FIMI         | 2× Platina   |
| Nova Zelândia / RIANZ | Platina      |
| Suíça / IFPI          | Platina      |
| Estados Unidos / RIAA | 4× Platina   |